# Meridià 28 a l'est
El meridià 28 a l'est de Greenwich és una línia de longitud que s'estén des del pol Nord travessant l'oceà Àrtic, Europa, Àfrica, l'oceà Índic, l'oceà Antàrtic i l'Antàrtida fins al pol Sud.
El meridià 28 a l'est forma un cercle màxim amb el meridià 152 a l'oest. Com tots els altres meridians, la seva longitud correspon a una semicircumferència terrestre, uns 20.003,932 km. Al nivell de l'Equador, és a una distància del meridià de Greenwich de 3.117 km.

## De Pol a Pol
Començant en el pol Nord i dirigint-se cap al pol Sud, aquest meridià travessa:
| Coordenades                             | País, territori o mar | Notes |
| --------------------------------------- | --------------------- | --- |
| 90° 0′ N, 28° 0′ E / 90.000°N,28.000°E  | Oceà Àrtic            | |
| 80° 12′ N, 28° 0′ E / 80.200°N,28.000°E | Noruega               | Illa de Storøya, Svalbard                                                                                          |
| 80° 3′ N, 28° 0′ E / 80.050°N,28.000°E  | Mar de Barents        | |
| 78° 52′ N, 28° 0′ E / 78.867°N,28.000°E | Noruega               | Illa de Kongsøya, Svalbard                                                                                         |
| 78° 50′ N, 28° 0′ E / 78.833°N,28.000°E | Mar de Barents        | |
| 71° 4′ N, 28° 0′ E / 71.067°N,28.000°E  | Noruega               | |
| 70° 1′ N, 28° 0′ E / 70.017°N,28.000°E  | Finlàndia             | |
| 60° 40′ N, 28° 0′ E / 60.667°N,28.000°E | Rússia                | Óblast de Leningrad                                                                                                |
| 60° 30′ N, 28° 0′ E / 60.500°N,28.000°E | Mar Bàltic            | Golf de Finlàndia                                                                                                  |
| 59° 26′ N, 28° 0′ E / 59.433°N,28.000°E | Estònia               | |
| 59° 17′ N, 28° 0′ E / 59.283°N,28.000°E | Rússia                | Óblast de Leningrad Óblast de Pskov — des de 59° 2′ N, 28° 0′ E / 59.033°N,28.000°E, passa a través de Llac Peipus |
| 56° 40′ N, 28° 0′ E / 56.667°N,28.000°E | Letònia               | |
| 56° 7′ N, 28° 0′ E / 56.117°N,28.000°E  | Belarús               | |
| 51° 34′ N, 28° 0′ E / 51.567°N,28.000°E | Ucraïna               | |
| 48° 19′ N, 28° 0′ E / 48.317°N,28.000°E | Moldàvia              | |
| 47° 2′ N, 28° 0′ E / 47.033°N,28.000°E  | Romania               | |
| 43° 51′ N, 28° 0′ E / 43.850°N,28.000°E | Bulgària              | |
| 41° 13′ N, 28° 0′ E / 41.217°N,28.000°E | Mar Negre             | |
| 42° 3′ N, 28° 0′ E / 42.050°N,28.000°E  | Bulgària              | Per uns 8 km |
| 41° 59′ N, 28° 0′ E / 41.983°N,28.000°E | Turquia               | 109 km Tràcia |
| 41° 1′ N, 28° 0′ E / 41.017°N,28.000°E  | Mar de Màrmara        | 61 km. |
| 40° 30′ N, 28° 0′ E / 40.500°N,28.000°E | Turquia               | 385 km. Anatòlia                                                                                                   |
| 37° 2′ N, 28° 0′ E / 37.033°N,28.000°E  | Mar Mediterrània      | 18 km.Mar Egeu |
| 36° 48′ N, 28° 0′ E / 36.800°N,28.000°E | Turquia               | 10 km. Península de Datça                                                                                          |
| 36° 34′ N, 28° 0′ E / 36.567°N,28.000°E | Mar Mediterrània      | 43 km Mar Egeu |
| 36° 22′ N, 28° 0′ E / 36.367°N,28.000°E | Grècia                | Illa de Rodes |
| 36° 3′ N, 28° 0′ E / 36.050°N,28.000°E  | Mar Mediterrània      | |
| 31° 5′ N, 28° 0′ E / 31.083°N,28.000°E  | Egipte                | |
| 22° 0′ N, 28° 0′ E / 22.000°N,28.000°E  | Sudan                 | |
| 10° 10′ N, 28° 0′ E / 10.167°N,28.000°E | Abyei                 | Àrea controlada per Sudan, i reclamada per Sudan del Sud                                                           |
| 9° 25′ N, 28° 0′ E / 9.417°N,28.000°E   | Sudan del Sud         | |
| 4° 33′ N, 28° 0′ E / 4.550°N,28.000°E   | R.D. del Congo        | |
| 12° 20′ S, 28° 0′ E / 12.333°S,28.000°E | Zàmbia                | La frontera amb Zimbàbue és al llac Kariba                                                                         |
| 16° 53′ S, 28° 0′ E / 16.883°S,28.000°E | Zimbàbue              | |
| 21° 33′ S, 28° 0′ E / 21.550°S,28.000°E | Botswana              | |
| 22° 56′ S, 28° 0′ E / 22.933°S,28.000°E | Sud-àfrica            | Limpopo Nord-Oest Gauteng - passa a través de Johannesburg, a l'oest del centre de la ciutat Estat Lliure          |
| 28° 52′ S, 28° 0′ E / 28.867°S,28.000°E | Lesotho               | |
| 30° 39′ S, 28° 0′ E / 30.650°S,28.000°E | Sud-àfrica            | Eastern Cape |
| 32° 57′ S, 28° 0′ E / 32.950°S,28.000°E | Oceà Índic            | |
| 60° 0′ S, 28° 0′ E / 60.000°S,28.000°E  | Oceà Antàrtic         | |
| 69° 52′ S, 28° 0′ E / 69.867°S,28.000°E | Antàrtida             | Terra de la Reina Maud, reclamat per Noruega                                                                       |